# Gnotobiologie

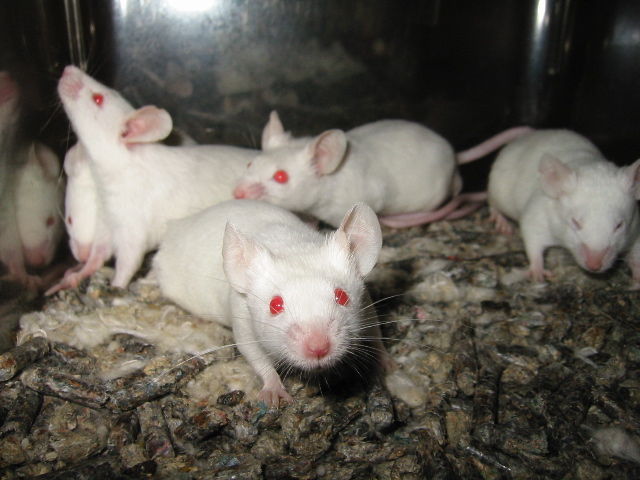
Myš laboratorní albín

Gnotobiologie je nauka o bezmikrobních živočiších. Zabývá se živočichy získanými sterilními chirurgickými postupy nebo sterilním líhnutím z vajec. Tito živočichové jsou dále chováni ve sterilních izolovaných prostorách a krmeni sterilní potravou. Jsou buď zcela bezmikrobní, nebo jsou osazováni definovanými bakteriemi. Mezi živočichy, které gnotobiologie zkoumá, patří především prase, potkan, králík a různé kmeny myší. Na těchto modelech lze studovat vývoj přirozené a adaptivní imunity a vliv mikrobioty na příčiny a mechanismy vedoucí ke vzniku lidských chorob.